# Schizaea hallieri
Schizaea hallieri là một loài dương xỉ trong họ Schizaeaceae. Loài này được Richter mô tả khoa học đầu tiên năm 1916.
Danh pháp khoa học của loài này chưa được làm sáng tỏ. 